# Ширяев, Владимир Георгиевич
Владимир Георгиевич Ширяев (16 сентября 1934, Москва, СССР — 12 декабря 2013, Москва, Россия) — советский и российский актёр театра и кино, заслуженный артист Российской Федерации (1993).

## Биография
Владимир Ширяев родился 16 сентября 1934 года в Москве.
В 1959 году окончил Щукинское театральное училище (курс Л. М. Шихматова и В. К. Львовой).
По окончании института был принят в театр миниатюр под руководством Вл. Полякова.
В 1967 году перешёл в театр «Ленком». 
Скончался 12 декабря 2013 года в Москве. Похоронен на Кузьминском кладбище.

## Признание и награды
- Заслуженный артист Российской Федерации (1993)[1]
- Орден Дружбы (2002)[3]

## Творчество

### Роли в театре
- «Мольер»
- «104 страницы про любовь» Э. Радзинского
- «Прощай, оружие»
- «Юнона и Авось» — граф Румянцев; губернатор Сан-Франциско
- 1977 — «Гамлет» Шекспир. Режиссёр: Андрей Тарковский — Клавдий

## Фильмография
- 1961 — За двумя зайцами — актёр
- 1962 — Гусарская баллада — Винсенто Сальгари, испанский лейтенант
- 1964 — Дайте жалобную книгу — Саша, студент
- 1968 — Первая любовь (ТВ) — граф Малевский
- 1974 — Отроки во Вселенной — робот-вершитель
- 1975 — Ярослав Домбровский / Jaroslaw Dabrowski
- 1977 — Корень жизни — участник совещания
- 1980 — Незваный друг — гость у Грековых
- 1983 — Подросток — барон Р.
- 1988 — Француз
- 1989 — Мать — секретарь Николая II
- 1990 — Там, где мы бывали — сопровождающий
- 1991 — Чёртов пьяница
- 1991 — Игра на миллионы
- 1992 — Гардемарины III
- 2000 — Романовы. Венценосная семья — барон Бенкендорф
- 2001 — Сыщики — Павел Гаврилович
- 2002 — Бальзаковский возраст — Бабаевский, один из любовников Сони
- 2007 — Формула стихии — Борис Аркадьевич Кохан, профессор
- 2008 — Тяжёлый песок

### Телеспектакли
- 1968 — Неоконченная симфония (телеспектакль) — Шпаун
- 1976 — Сильва — Ронс